# أراك وايتياني
أراك وايتياني (الاسم العلمي:Salvadora wightiana) هو نوع غير مؤكد من النباتات يتبع جنس الأراك من الفصيلة الأراكية.